# Borys Ljatošyns'kyj
Borys Mykolajovič Ljatošyns'kyj (in ucraino Бори́с Ми́колайович Лятоши́нський?, angl. Borys Mykolayovych Lyatoshynskyi; in russo Бори́с Ни́колаевич Лятоши́нский?, Boris Nikolaevič Ljatošynskij,; Žytomyr, 3 gennaio 1895 – Kiev, 15 aprile 1968) è stato un direttore d'orchestra e compositore ucraino.

## Biografia

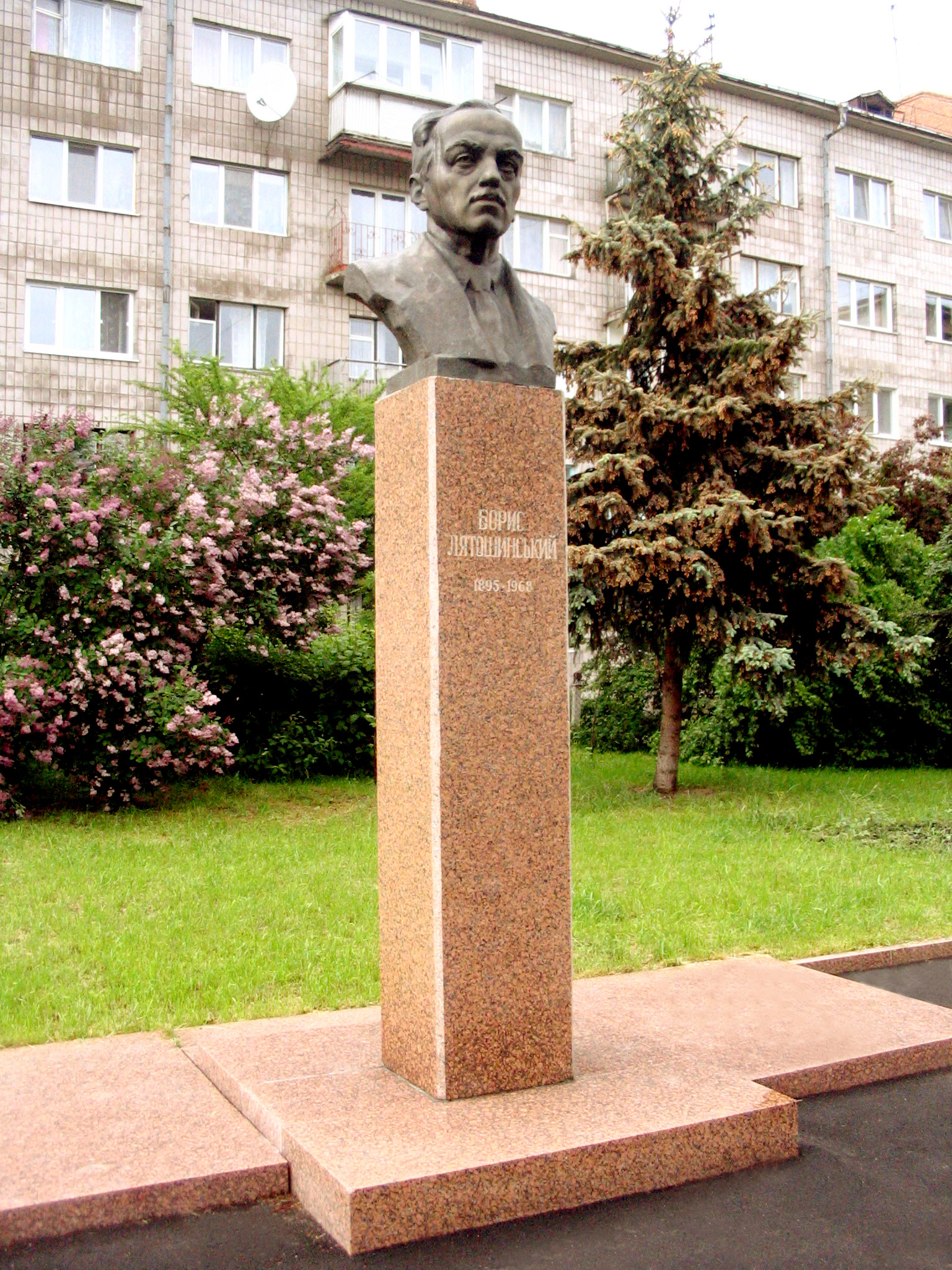
Monumento di Ljatošyns'kyj a Žytomyr

Nato a Žytomyr, in Ucraina, da padre docente di storia e madre pianista e cantante, cominciò a suonare pianoforte e violino all'età di 14 anni, componendo fin dall'inizio diversi brani, fra i quali un quartetto per pianoforte.
Dopo essersi diplomato nel 1913 al liceo di Žytomyr, Borys frequentò l'Università di Kyiv (dove si laureò nel 1918) e contemporaneamente il Conservatorio di Kyiv, dove apprese la composizione da Reinhold Glière. Nel 1920 tornò al Conservatorio, ma non come alunno, bensì come insegnante di Teoria e successivamente, dal 1922, di Composizione, per poi passare, negli anni '30-'40, al Conservatorio di Mosca.
La sua musica appartiene alla corrente surrealista del primo '900 e spesso le sue opere furono censurate dal regime sovietico, che le definiva "arte degenerata".

## Composizioni

### Orchestrali
- 5 symphonies
  - Symphony No. 1 A major opus 2 (1918-1919)
  - Symphony No. 2 B minor opus 26 (1935-1936) Revised in 1940.
  - Symphony No. 3 B minor opus 50 "To the 25th Anniversary of the October revolution" (1951)
  - Symphony No. 4 B Template:Music minor opus 63 (1963)[1]
  - Symphony No. 5 C major "Slavonic" opus 67 (1965-1966)
- Fantastic March opus 3 (1920)
- Overture on four Ukrainian Folk themes opus 20 (1927)
- Suite from the Opera "The Golden Tire" opus 23 (1928)
- Lyric Poem (1947)
- Song of the Reunification of Russia opus 49 (1949-1950)
- Waltz (1951)
- Suite from the Film music "Taras Shevchenko" opus 51 (1952)
- Slavonic Concerto for piano and orchestra opus 54 (1953)
- Suite from the Play "Romeo and Juliet" opus 56 (1955)
- "On the Banks of Vistula", symphonic poem opus 59 (1958)
- Orchestration of String Quartet No. 2 A major opus 4 (No. 2 Intermezzo) for orchestra (1960)
- Polish Suite opus 60 (1961)
- Slavonic Overture opus 61 (1961)
- Lyric Poem "To the Memory of Glière" opus 66 (1964)
- Slavonic Suite opus 68 (1966)
- Festive Overture opus 70 (1967)
- "Grazhyna", ballade after A. Mickiewicz opus 58 (1955)

### Vocali/Corali Orchestrali
- Festive Cantata "To the 60th Anniversary of Stalin" after Rilskov for mixed chorus and orchestra (1938)
- "Inheritance", cantata after Shevtshenko (1939)

### Da camera/strumentali
- 5 string quartets
  - String Quartet No. 1 D minor opus 1 (1915)
  - String Quartet No. 2 A major opus 4 (1922)
  - String Quartet No. 3 opus 21 (1928)
  - String Quartet No. 4 opus 43 (1943)
  - String Quartet No. 5 (1944-1951)
- Piano Trio No. 1 opus 7 (1922) (revised in 1925)
- Sonata for violin and piano opus 19 (1926)
- Three Pieces after Folksong-Themes for violin and piano opus 25 (1932)
- Piano Trio No. 2 opus 41 (1942)
- Piano Quintet "Ukrainian Quintet" opus 42 (1942)
- Suite on Ukrainian Folksong-Themes for string quartet opus 45 (1944)
- Suite for wind quartet opus 46 (1944)
- Two Mazurkas on Polonian Themes for cello and piano (1953)
- Nocturne and Scherzino for viola and piano (1963)

### Piano
- Elegy-Prelude (1920)
- Piano Sonata No. 1 opus 13 (1924)
- Seven Pieces "Reflections" opus 16 (1925)
- Piano Sonata No. 2 "Sonata Ballade" opus 18 (1925)
- Ballad opus 22 (1928-1929)
- Ballad opus 24 (1929)
- Suite (1941)
- Three Preludes opus 38 (1942)
- Two Preludes opus 38b (1942)
- Shevchenko-Suite (1942) Not finished.
- Five Preludes opus 44 (1943)
- Concerto Etude-Rondo (1962-1965)
- Concert-Etude (1962-1967)

### Vocali
- "Moonshadow", song after Verlaine, I.Severyanin, Balmont and Wilde opus 9 (1923)
- Two Poems after Shelley opus 10 (1923)
- Two Songs after Maeterlinck and Balmont opus 12 (1923)
- Four Poems after Shelley opus 14 (1924)
- Poems for baritone and piano opus 15 (1924)

### Corali
- The Sun Rises at the Horizon, song after Shevtshenko for chorus
- Water, Flow into the Blue Lake!, song after Shevtshenko for chorus
- Seasons after Pushkin for chorus
- Po negy kradetsya luna after Pushkin for chorus
- Kto, volny, vas ostanovil after Pushkin for chorus

### Colonne Sonore
- Music to the Play "Optimistic Tragedy" (1932)
- Music to the Film "Taras Shevtshenko" (1950)
- Music to the Play "Romeo and Julia" (1954)
- Music to the Film "The Hooked Pig's Snout" (1956)
- Music to the Film "Ivan Franko" (1956)

### Bandistica
- March No. 1 for wind orchestra (1931)
- March No. 2 for wind orchestra (1932)
- March No. 3 for wind orchestra (1936)

### Trascrizioni
- Orchestration of Lysenko's opera Taras Bulba (Co-operation with L. Revutsky)
- Orchestration of Glière's Violin Concerto (Co-operation with K. G. Mostras)